# Cuarteto Amazonas
El Cuarteto de amazonas (アマゾネス カルテット Amazonesu Karutetto?) o Sailor Quartetto (セーラー・カルテット Sērā Karutetto?) es un grupo de cuatro personajes de la serie Sailor Moon. Como el Cuarteto de Amazonas, se llaman Cere Cere, Palla Palla, Jun Jun y Ves Ves. Como el Sailor Quartetto, en cambio, se llaman Sailor Ceres, Sailor Palas, Sailor Juno y Sailor Vesta, respectivamente.

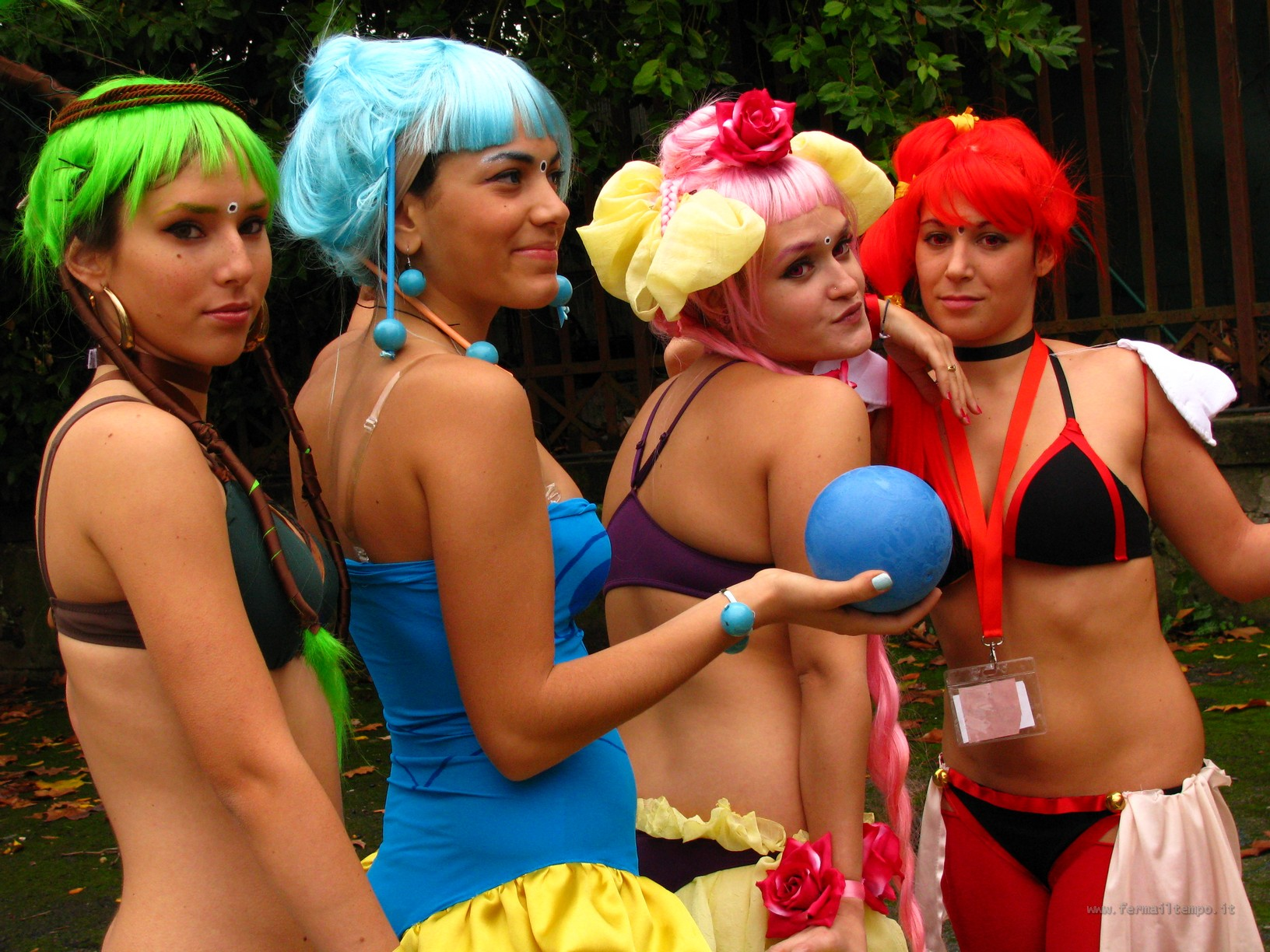
Cosplayers interpretando al Cuarteto Amazonas

El Cuarteto de Amazonas pertenece al Circo de Death Moon (Circo de la Luna Muerta), la organización al mando de la bruja Zirconia en nombre de la reina Nehelenia. Aparecen en el tomo 12 del manga, en la 4ª temporada del anime de los años 90 (Sailor Moon Super S), y en la secuela cinematográfica de Sailor Moon Crystal, Pretty Guardian Sailor Moon Eternal.
Un día un eclipse solar permite salir parcialmente de su prisión a la reina Nehelenia, quien como castigo a su maldad había sido encerrada en un gran espejo largo tiempo atrás por la Reina Serenity, en los tiempos del antiguo Milenio de Plata. Una vez libre, Nehelenia dirige sus ambiciones hacia la Tierra y envía a sus seguidores allí a preparar todo para conquistarla. Sus seguidores, entre los que se encuentran el Cuarteto de Amazonas, fingen ser parte de un circo común y corriente, el Circo de Death Moon, y llegan a Tokio para dar espectáculos circenses mientras ponen en marcha en secreto los malvados planes de Nehelenia. 
Más tarde, en la versión del manga y en Pretty Guardian Sailor Moon Eternal, las cuatro integrantes del Cuarteto de Amazonas asumen cada una la identidad de una de las integrantes del Sailor Quartetto. Pues cada una representa a los cuatro astros más grandes del Cinturón de asteroides. Los nombres de tales asteroides derivan de cuatro diosas de la mitología griega: Vesta, Juno, "Palas" Atenea y Ceres.

## Historia
La parte de la metaserie en la que aparecieron los personajes del Cuarteto de Amazonas fue la que sufrió más cambios en su pasaje del manga original a la versión animada de los años 90. A esto se debe que en ambas versiones, estos personajes hayan sufrido notables diferencias. 

### Versión del manga
Por el contrario, en la versión del manga se muestra al Cuarteto de Amazonas desde el principio junto con el Trío, puesto que el Trío de amazonas no son más que sirvientes que acompañan y ayudan a estas cuatro. Esto se debe a que ellas fueron las que crearon al Trío en esta versión, usando animales a los que les dieron apariencia humana con ayuda de su magia. Además, el Cuarteto cuenta con otros dos sirvientes, Xenotime y Zeolite.
Aquí, "Pegaso" (Helios) no tiene el poder de ocultarse en los sueños de la gente, además ni ellas ni Nehelenia parecen conocer la existencia del Cristal Dorado; por lo tanto, su misión no es encontrar a ninguno de los dos. En cambio, Zirconia les ordena a estas cuatro atacar a Sailor Moon y a sus Sailor Senshi guardianas y robarles el Cristal de Plata para Nehelenia. Cuando ellas la traicionan, se revela que son en verdad el Sailor Quartetto, futuras guardianas de Chibiusa, a las que la Reina Nehelenia había alterado la memoria y lavado el cerebro para que fueran sus aliadas.
Más tarde, en la última temporada del manga, el Sailor Quartetto vuelve a aparecer en el momento en que Chibiusa, transformada en Sailor Chibi Moon, se dispone a viajar de nuevo al siglo XX, a causa de una emergencia. Una vez allí, las cinco llegan a tiempo para ayudar a Sailor Moon, a la Princesa Kakyû y a Chibichibi en su batalla contra Sailor Heavy Metal Papillon, última de las Animamates que sirven a Sailor Galaxia. Después de vencer a Sailor Chi y Sailor Phi, las cuatro integrantes del cuarteto caen desfallecidas ante un ataque de las otras Sailor Senshi del Sistema Solar (las guerreras del Sistema Solar Interno y Externo), que se encuentran bajo el control de Galaxia. La existencia de Chibiusa es borrada, temporalmente, cuando Galaxia mata por segunda vez al futuro padre de ésta, Tuxedo Mask. Sin embargo, cuando el combate termina, Sailor Cosmos le dice al cuarteto que Chibiusa las espera, sana y salva, en su propia época; antes de enviarlas de regreso a dicho tiempo.

### Versión del anime de los años 90
En el anime de los años 90, el cuarteto de amazonas aparece después de la desaparición del Trío de amazonas. Son cuatro jóvenes niñas del mundo de Ilusión, cuyas risas Nehelenia oyó mientras jugaban en el bosque. Fue entonces que, con la promesa de que les ayudaría a mantenerse siempre jóvenes como unas niñas, para que así pudieran continuar jugando para siempre, las convenció de servirla y les entregó las cuatro bolas de billar con las cuales las cuatro realizan sus conjuros y hechizos.
La misión que Zirconia les encomienda es, al igual que al trío, la de encontrar a "Pegaso" (Helios). Esto es para poder quitarle el Cristal Dorado que él lleva consigo y que su líder, la reina Nehelenia, desea utilizar para acabar con los sueños e ilusiones de los humanos. Pegaso es un habitante del mundo de los sueños, Ilusión, y tiene el poder de ocultarse en el sueño de una de las personas del mundo de la Tierra. Sólo saben que ha ido a ocultarse en el sueño de uno de los habitantes de Tokio, por lo que deben que revisar los sueños de todas las personas de la ciudad, uno por uno, para poder hallarlo. Para esto usan su magia para hacer aparecer el "espejo de los sueños" de cada víctima, un espejo invisible que todos los seres humanos llevan en su interior y que permitiría a otros ver sus sueños. Como dato adicional, Zirconia les ha revelado que aunque los espejos de los sueños son normalmente de color rosa, el espejo que deben buscar debe ser de color dorado, puesto que en su interior está también el Cristal Dorado.
Cada una de las componentes del cuarteto tiene una pelota que es la que usan, lanzándola como si de una bola de billar se tratase, para arrancar el espejo de los sueños de las personas seleccionadas.
Luego de algún tiempo, se descubre que Chibiusa es la persona que posee el espejo dorado en cuyo sueño se oculta Pegaso. Sin embargo, el cuarteto de amazonas son sólo cuatro niñas deseosas de jugar y divertirse, sin ansias de maldad verdadera. A pesar de ser poderosas son muy desobedientes y se resisten a cumplir las órdenes. Por eso finalmente traicionan a Nehelenia y, mediante un ardid, consiguen ayudar a Chibiusa.

## Miembros del cuarteto

### Cere Cere
Cere Cere (セレセレ Seresere?), o Sailor Ceres (セーラーセレス Sera Seresu?) es la más seria y líder del Cuarteto. Su nombre deriva del de la diosa Ceres. Tiene la piel clara y el cabello de color rosado. Su cabello también está decorado con moños y una flor. La autora de la serie, Naoko Takeuchi, ha afirmado que Cere Cere es la mayor de las cuatro.
En el Circo Dead Moon, Cere Cere posee una pelota o bola de billar de color amarillo. Es conocida como la Maga de las Flores, puesto que es una trapecista que tiene el poder de manipular las flores.  Es la contraparte de Sailor Venus / Minako Aino en el Dead Moon Circus y como Sailor Guardian de Sailor Chibi Moon.
En el anime de los años 90, le encantan las flores de todo tipo, sobre todo las que son de gran tamaño. Es muy femenina y trata de actuar de manera más madura en comparación con el resto de las integrantes. Por esta razón, a menudo suele mostrar una actitud vanidosa y superior. A pesar de ello, a veces rompe con su pretendida madurez para jugar solo por el hecho de divertirse. También suele perseguir a cualquier persona que considere capaz de acentuar su pretendida belleza; como la vez en que persiguió a un artista para pedirle con insistencia que pintara su retrato. Es muy elegante aunque algo extravagante, sobre todo a la hora de adoptar disfraces para disimular su identidad cuando no está en el circo.
En el manga, se revela que su nombre como Sailor Senshi y una de las del grupo del Sailor Quartetto es Sailor Ceres.
En la versión japonesa original del anime de los años 90, su voz es realizada como por Yuri Amano. En los musicales basados en la serie, su rol es interpretado por Shiori Eguchi y Risa Honma, la última de las cuales luego interpretó a Sailor Mars. En Sailor Moon Eternal es interpretada por Reina Ueda y en el doblaje fue interpretada por Norma Echeverría en el anime de los 90's y por  Mariana Ortiz en Sailor Moon Eternal.

### Palla Palla
Palla Palla (パラパラ Parapara?) o Sailor Palas (セーラーパラス Sera Parasu?) es la más infantil del grupo. Su nombre deriva del epíteto de la diosa Atenea, Palas. Su pelo es de color celeste claro, al igual que sus ojos. Naoko Takeuchi, la creadora de la serie, describió a este personaje como despistada, llorona e inmadura. En el manga es la que le sigue en edad a Cere Cere, quien es la mayor, mientras que en el animé en cambio se muestra a Palla Palla como la más joven de todas. 
En el Circo Dead Moon, Palla Palla tiene una pelota o bola de billar de color azul. Naoko Takeuchi la designa como la Maga del Balance de Esferas, puesto que, aunque su ocupación principal es jugar, se trata de una gran malabarista y experta en la manipulación de pelotas.  Es la estratega del grupo y también es la contraparte de Sailor Mercury / Ami Mizuno en el Dead Moon Circus y como Sailor Guardian de Sailor Chibi Moon.
En la versión animada de los años 90, Palla Palla suele referirse a sí misma en tercera persona y es igual de infantil que en el manga. A pesar de ello, a veces da muestras de ser inteligente, como por ejemplo cuando señaló en un episodio que el arreglo de unas cortinas estaba mal hecho (cuando nadie más lo había notado), también cuando abrió su propia oficina de Odontología para hacerse pasar por dentista, o cuando utilizó una muñeca para manipular a las Sailor Senshi como si fueran marionetas. Las otras integrantes del Cuarteto la creen secretamente despiadada, puesto que en un episodio en que jugaba con su muñeca, le arrancó al juguete la cabeza como forma efectiva de "solucionar" su problema de dolor de muelas. Con frecuencia invoca monstruos con forma de pelota y utiliza muñecas como parte de sus estratagemas, y a diferencia de las otras, suele atacar a un grupo numeroso en lugar de a una sola persona. 
Palla Palla es a su vez la que más presencia tiene en el manga. Por ejemplo, ella es la que a pedido de Ves Ves otorga forma humana a las mascotas del Cuarteto, que son un tigre, un halcón y un pez. En forma humana, éstos se convierten en Ojo de Tigre, Ojo de Halcón y Ojo de Pez, los tres miembros del Trío de Amazonas. Inmediatamente después, Palla Palla usa su magia para hacer que Usagi y Chibiusa se intercambien temporalmente las edades, lo que da origen a una Chibiusa adolescente. Esta segunda escena, el intercambio de edades, se vio también en la serie animada, aunque mucho después de que el Trío de Amazonas (que en esa versión ya habían parecido por su cuenta, mucho antes que el Cuarteto) ya hubieran sido derrotados. 
La siguiente participación de Palla Palla en el manga es cuando se disfraza de la dueña de una tienda de animales y le vende un pez como mascota a Ami Mizuno. Esa misma noche el pez, que es realmente Ojo de Pez, vuelve a adquirir apariencia humana para hechizar a Ami y a su madre y provocarles alucinaciones falsas. Pero Ami obtiene ayuda de la Guardiana custodio de su poder Sailor, quien le entrega su Cristal Sailor, llamado "Cristal de Mercurio". Con él Ami se transforma en una Sailor Mercury más poderosa, y destruye las alucinaciones con su nuevo poder Rapsodia acuática de Mercurio.
Luego de esto, en el manga Palla Palla usa su magia para hechizar una de las atracciones del parque del Circo, la Casa de los Espejos, en el momento en que entra Rei Hino. Luego ella y Ojo de Tigre empiezan a atacar a Rei con alucinaciones, e incluso Palla Palla le sugiere a Ojo de Tigre que devore a Rei una vez que ésta cae desmayada. Pero Fobos y Deimos van en su ayuda y le entregan su Cristal Sailor, conocido como "Cristal de Marte", con el cual Rei se transforma en Sailor Mars y destruye a Ojo de Tigre. Posteriormente, Ves Ves y Palla Palla envían a Ojo de Águila a hacerse pasar por el dueño de una tienda de especias para atacar a Makoto Kino, quien también recibe su Cristal de Júpiter y lo derrota. Finalmente, Palla Palla y sus compañeras envían a sus otros sirvientes, Xenotime y Zeolite (que sólo aparecieron en el manga) a atacar a Minako Aino, quien recibe de Artemis el Cristal de Venus, y junto con la ayuda de casi todas las demás Sailor Senshi del Sistema Solar así los derrotan.
En el manga, su nombre como Sailor Senshi y una de las del grupo del Sailor Quartetto es Sailor Pallas.
En el idioma japonés original del anime de los años 90, la voz de Palla Palla es realizada por Machiko Toyoshima, y en los musicales es interpretada por Kuruki Nishijima y Seira Saeki. En Sailor Moon Eternal es interpretada por Sumire Morohoshi mientras que en los doblajes ha sido interpretada por Circe Luna.

### Jun Jun
Jun Jun (ジュンジュン Junjun?) o Sailor Juno (セーラージュノー Sera Juno?) es la joven chica "marimacho" del Cuarteto; atlética y algo impulsiva. Su nombre deriva del de la diosa Juno. Sus ojos y su cabello son de color verde, mientras que su piel es de color más oscuro que el de las otras del Cuarteto. En el manga es la tercera amazona, siguiendo en edad a Cere Cere y a Palla Palla.
En el Circo Dead Moon, Jun Jun posee una pelota o bola de billar de color verde. Es descrita por Naoko Takeuchi como una acróbata, conocida en el circo como la Maga de las Artes Acrobáticas, y una especie de delincuente juvenil (conocido por el término "yankee" en el slang japonés). Es la fuerza del grupo y también es la contraparte de Sailor Jupiter / Makoto Kino en el Dead Moon Circus y como Sailor Guardian de Sailor Chibi Moon.
De acuerdo con esto, en el anime de los años 90 ella prefiere una apariencia rebelde como ropa de motociclista y chaquetas de cuero cada vez que ataca, a pesar de que nunca se la ve manejando una motocicleta. Con frecuencia habla con un dejo de dureza; en el japonés original también habla usando lenguaje informal masculino. Sin embargo, a Jun Jun le gusta permitir que aquellas personas que tiene como "blanco" de futuros ataques intenten alcanzar aquello con lo que sueñan, antes de quitarles sus espejos de los sueños. Esto es tal vez una referencia al aspecto maternal, y por lo tanto benevolente, de la diosa Juno con la cual se la asocia. Para sus ataques, siempre invoca monstruos de género masculino, siendo la única del Cuarteto en hacer esto. 
En el manga, su nombre como Sailor Senshi y una de las del grupo del Sailor Quartetto es Sailor Juno.
En el idioma japonés original del anime de los años 90 su voz es realizada como por Kumiko Watanabe. En los musicales este papel lo interpretan Hitomi Tomashino y Niki Ajima. En Sailor Moon Eternal es interpretada por Yuko Hara, en los doblajes fue interpretada por Mónica Villaseñor en el anime de los 90's y por Casandra Acevedo en Sailor Moon Eternal.

### Ves Ves
Ves Ves (ベスベス Besubesu?) o Sailor Vesta (セーラーベスタ Sera Besuta?) es la más frontal del equipo. Su nombre deriva del de la diosa Vesta. Su cabello es rojo, al igual que sus ojos, y está peinado en una muy alta cola de caballo; mientras que el color de su piel es descrito como más oscuro que el de Jun Jun (si bien esto no se ve reflejado en la versión animada). Enérgica, chillona y también algo violenta, es la integrante más agresiva del Cuarteto. En el manga, es la más joven de las cuatro, aunque en el anime de los años 90 es la segunda de más edad. En el manga constantemente acompaña a Palla Palla y la apoya en sus estrategias para atacar a las Sailor. Es la más apasionada del grupo y también es la contraparte de Sailor Mars / Rei Hino en el Dead Moon Circus y como Sailor Guardian de Sailor Chibi Moon.
En el Circo Dead Moon, su pelota o bola de billar es de color rojo. Descrita por Naoko Takeuchi como la Maga de las Bestias; es la domadora de animales y siempre lleva consigo un látigo. En la adaptación del anime, ella es la primera en rebelarse abiertamente contra la autoridad de Zirconia, desde la primera aparición del Cuarteto. Incluso llega a intentar atacarla físicamente; si bien la bruja Zirconia logra someter a esta rebelde amazona al final.
Por otra parte, en el anime de los 90 Ves Ves no es tan quisquillosa a la hora de elegir sus "blancos" como lo son el resto de sus compañeras, y suele comandar monstruos relacionados con animales. A veces da la impresión de no tener sentido de la realidad, y de apurarse a hacer las cosas sin darse cuenta de lo que está haciendo exactamente. Aunque todas las del Cuarteto tratan de disimular sus poderes sobrenaturales cuando están en presencia de seres humanos normales, Ves Ves se apareció una vez frente a una futura víctima sentada sobre una pelota flotante, vestida con un traje de aviación, sin darse cuenta de que esto no era verosímil desde el punto de vista ordinario, hasta que la víctima y Chibiusa se lo señalaron.
En el manga, su nombre como Sailor Senshi y una de las del grupo del Sailor Quartetto es Sailor Vesta. En la última temporada del manga, Sailor Vesta es la primera persona en demostrar que Chibi Chibi no es en realidad una futura hija de Sailor Moon. Más tarde, ella y el resto del Sailor Quartetto llegan a conocer la verdadera identidad de Chibi Chibi, Sailor Cosmos. 
En el anime de los 90, Junko Hagimori es quien le da la voz en el japonés original; mientras que la actriz que da vida a este personaje en los musicales es Miho Suzuki. En Sailor Moon Eternal es interpretada por Rie Takahashi, mientras que en los doblajes ha sido interpretada por Gaby Willer. 